# Christian Eyenga
Christian Eyenga Moenge (ur. 22 czerwca 1989 w Kinszasie) – kongijski koszykarz, grający na pozycjach rzucającego obrońcy lub niskiego skrzydłowego, obecnie zawodnik hiszpańskiej Fuenlabrady.
Zaczął grać w koszykówkę w drużynie Onatra Kinszasie, skąd przeszedł do Joventutu Badalona w lidze Liga ACB. W 2007 został wysłany do zespołu CB Prat, grającego w trzeciej lidze hiszpańskiej, który był partnerem Joventutu. i zdobywał tam średnio 12,8 punktów i 5 zbiórek na spotkanie.
Przez dwa sezony na przemian występował w zespole Prat lub w pierwszej drużynie Joventutu, gdzie zagrał w 4 meczach Euroligi. W 2007 zadebiutował w reprezentacji Kongo na mistrzostwach Afryki FIBA. W sześciu meczach turnieju średnio zdobywał 8,2 punktów i 3,3 zbiórki.
W drafcie 2009 został wybrany z 30 numerem przez Cleveland Cavaliers. Przedłużył on jednak kontrakt z Joventutem i do NBA trafił dopiero rok później, w sezonie 2010/2011. W pierwszym sezonie w Cleveland wystąpił w 44 meczach, i osiągał 6,9 punktu i 2,8 zbiórki na mecz.
W trakcie lockoutu NBA w 2011 grał w Joventucie.
15 marca 2012 Eyenga wraz z Ramonem Sessionsem zostali wymienieni do Los Angeles Lakers w zamian za Jasona Kapono, Luke'a Waltona i wybór w pierwszej rundzie draftu 2012.
10 sierpnia 2012 trafił w wymianie do Orlando Magic.
Kongijczyk 25 lipca 2013 podpisał 2-letni kontrakt z drużyną z Zielonej Góry. 
23 lipca 2017 został zawodnikiem hiszpańskiej Fuenlabrady.

## Osiągnięcia

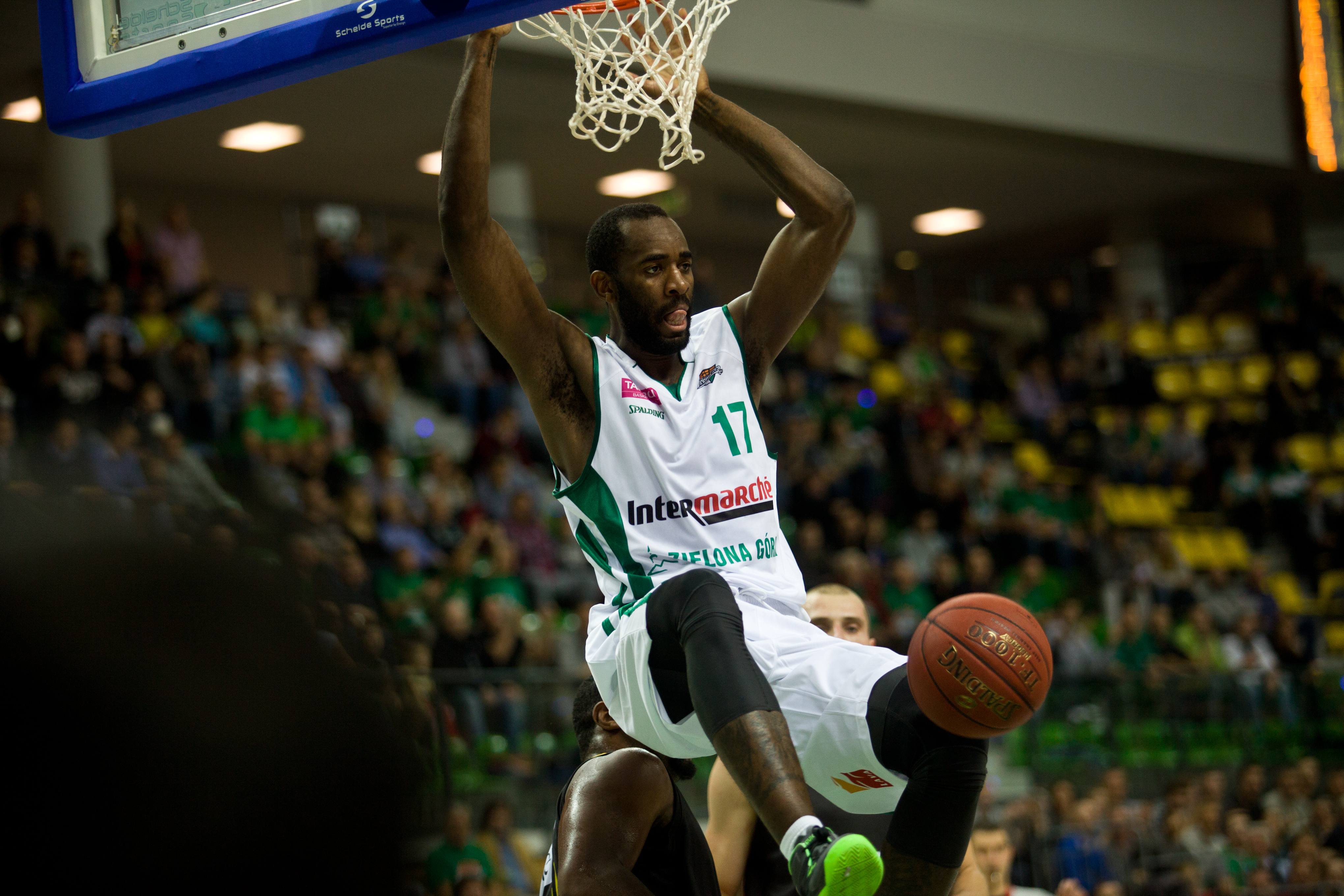
Eyenga wykonujący wsad w barwach Stelmetu (październik 2013).

Stan na 7 czerwca 2019, na podstawie, o ile nie zaznaczono inaczej.
Drużynowe
- Wicemistrz Polski (2014)
- Finalista Superpucharu Polski (2013)

Indywidualne
- MVP meczu gwiazd ligi włoskiej (2015)
- Najbardziej spektakularny zawodnik ligi ACB (2018)
- Uczestnik meczu gwiazd:
  - PLK (2014)
  - ligi włoskiej (2015)
- II skład PLK (2014 – według dziennikarzy)[14]
- Najlepszy w obronie PLK (2014 – według dziennikarzy)[15]
- Zwycięzca konkursu wsadów:
  - podczas meczu gwiazd TBL–NBL (2014)[16]
  - ligi ACB (2010)

Reprezentacja
- Uczestnik mistrzostw Afryki (2007 – 15. miejsce)

## Statystyki w NBA
Na podstawie.

### Sezon regularny
| Sezon   | Drużyna     | M  | S5 | MPG  | FG%   | 3P%   | FT%   | RPG | APG | SPG | BPG | PPG |
| ------- | ----------- | -- | -- | ---- | ----- | ----- | ----- | --- | --- | --- | --- | --- |
| 2010/11 | Cleveland   | 44 | 18 | 21,5 | 42,5% | 27,5% | 64,3% | 2,8 | 0,8 | 0,8 | 0,6 | 6,9 |
| 2011/12 | Cleveland   | 6  | 0  | 13,8 | 15,8% | 50,0% | 33,3% | 2,0 | 0,7 | 0,5 | 0,7 | 1,5 |
| 2011/12 | L.A. Lakers | 1  | 0  | 19,0 | 50,0% | 0,0%  | 100%  | 2,0 | 1,0 | 0,0 | 1,0 | 8,0 |
| Razem   |             | 51 | 18 | 20,6 | 41,1% | 27,7% | 61,1% | 2,7 | 0,8 | 0,7 | 0,6 | 6,3 |

### Play-offy
| Sezon | Drużyna     | M | S5 | MPG | FG%   | 3P% | FT%  | RPG | APG | SPG | BPG | PPG |
| ----- | ----------- | - | -- | --- | ----- | --- | ---- | --- | --- | --- | --- | --- |
| 2012  | L.A. Lakers | 3 | 0  | 3,0 | 66,7% | –   | 0,0% | 0,7 | 0,3 | 0,3 | 0,3 | 1,3 |